# کارتال (مجارستان)
کارتال (به مجاری:  Kartal) یک منطقهٔ مسکونی در مجارستان است که در ناحیه آسود واقع شده‌است. کارتال ۲۹٫۱۱ کیلومتر مربع مساحت و ۵٬۶۲۲ نفر جمعیت دارد و ۱۵۹ متر بالاتر از سطح دریا واقع شده‌است.